# Jean-Marie Trappeniers
Jean-Marie Trappeniers (ur. 13 stycznia 1942 w Vilvoorde, zm. 2 listopada 2016) – belgijski piłkarz, występujący podczas kariery na pozycji bramkarza.

## Kariera klubowa
Piłkarską karierę Jean-Marie Trappeniers rozpoczął w 1959 w Anderlechcie. Z Anderlechtem sześciokrotnie zdobył mistrzostwo Belgii w 1962, 1964, 1965, 1966, 1967 i 1968 oraz Puchar Belgii w 1965. W latach 1971–1972 był zawodnikiem Royale Union Saint-Gilloise a 1973–1979 Royal Antwerp FC.
Z Royal Antwerp dwukrotnie zdobył wicemistrzostwo Belgii w 1974, 1975 oraz dotarł do finału Puchar Belgii w 1975.Ostatnie lata kariery spędził w Eendrachcie Aalst, Union Saint-Gilloise oraz KFC Peutie, w którym zakończył karierę w 1980. Ogółem w lidze belgijskiej rozegrał 421 spotkań.

## Kariera reprezentacyjna
W reprezentacji Belgii Jean-Marie Trappeniers występował w latach 1964–1970. W 1970 uczestniczył w Mistrzostwach Świata. Na Mundialu w Meksyku był drugim bramkarzem i nie wystąpił w żadnym meczu. Ogółem w reprezentacji Belgii rozegrał 11 spotkań.